# La doctrina secreta

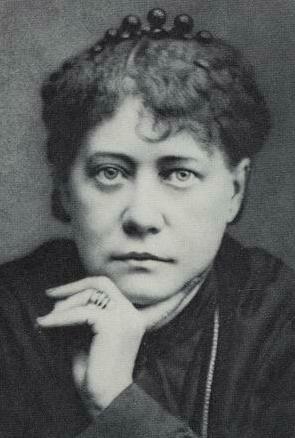
Helena Petrovna Blavatsky, autora del llibre

La doctrina secreta, síntesi de ciència, religió i filosofia (títol original: The Secret Doctrine, The Synthesis of Science, Religion, and Philosophy) és una de les principals obres d'Helena Blavatsky. El llibre tracta sobre la síntesi del pensament científic, filosòfic i religiós.
L'obra original es va publicar el 1888 i es compon de dos volums. El primer es dedica a la cosmogènesi i tracta sobre estudis de l'evolució de l'univers, mentre que el segon es dedica a l'antropogènesi. Els dos volums presenten un resum de les idees de la teosofia, moviment que va ajudar a fundar Blavatsky. Un tercer volum fou publicat per la Societat Teosòfica després de la mort de Blavatsky. És una col·lecció de diversos articles seus.
Els títols dels sis volums són:
1. Cosmogènesi
2. Simbolisme arcaic universal
3. Antropogènesi
4. El simbolisme arcaic de les religions, del món i de la ciència
5. Ciència, religió i filosofia
6. Objecte dels misteris i pràctica de la filosofia oculta

Els volums I i II es corresponen amb el primer volum de l'edició original en anglés i els volums III i IV es corresponen amb el segon volum de l'edició original. El volum V i VI es corresponen amb el volum publicat pòstumament per la Societat Teosòfica.

## Orígens
Blavatsky va al·legar que no era l'autora dels llibres sinó que li'ls havien inspirat els Mahatmas, amb el seu cos físic, en un procés anomenat Tulku, que, segons l'autora, no és un procés mitjançant un mèdium.
Al 1884 es va publicar en The Theosophist (revista oficial de la Societat Teosòfica) la notícia que Blavatsky escriuria una obra que ampliaria la informació continguda en el seu treball anterior, titulat Isis sense vel. El va escriure entre els anys 1884 i 1885. A principis de 1886, en una carta dirigida a Alfred Sinnett, Blavatsky deia que l'obra seria ampliada respecte al pla originari, la qual cosa li va suposar reescriure alguns capítols.
El setembre del 1886, va enviar des d'Europa a l'Índia el que en seria el I volum, però va resoldre immediatament després tornar a reescriure'l amb addicions i canvis.
El 1887, Elena Blavatsky estava molt malalta, a la vora de la mort. En la visita d'un dels seus instructors tibetans, li va donar, segons va dir, aquesta elecció: o bé morir, alliberant-se del cos malalt, o seguir vivint per poder posar fi a la Doctrina secreta. Ella es va recuperar i va seguir escrivint l'obra.
En la primavera de 1887 residia a Londres, on va completar el treball que es publicà simultàniament a Londres i Nova York, a l'octubre de 1888. Les últimes paraules de Blavatsky sobre el treball foren: aquest llibre està dedicat a tots els veritables teosofistes.

## Influències i idees fonamentals
Blavatsky afirma que el seu treball es basà en un pergamí antic (el Llibre de Dzyan), a què hauria tingut accés. Segons Blavatsky, el Llibre de Dzyan era un vell manuscrit, escrit en fulles de palma, resistent a l'aigua, foc i a l'aire, a causa d'un procés de fabricació desconeguda, que inclou registres de tota l'evolució de la humanitat en un idioma desconegut pels filòlegs anomenat Senzar. S'han fet alguns intents, sense èxit, per descobrir aquests manuscrits, durant el segle xx. Per tant, segueix sense resposta si aquests manuscrits realment van existir o no.
El Llibre de Dzyan, segons Blavatsky, està relacionat amb el <i>Llibre de regles d'or</i> i el <i>Llibre de Kiute</i>, que són una sèrie de tractats de budisme esotèric.
Altres textos utilitzats com a referència per Blavatsky són els llibres mosaics, els textos sagrats hindús (com els Vedes, bramans, upanixads, i puranes), la Càbala caldea i jueva. Blavatsky també va rebre influències de l'antiga mitologia.
La Doctrina secreta pretén ser una síntesi del pensament científic, metafísic i religiós, que contindria un secret i esotèric coneixement dels misteris de la religió, i estudis de civilitzacions antigues, com l'Índia, el Tibet i la Xina.
Para Blavatsky, va haver-hi una religió originària autèntica, que seria l'arrel de totes les religions i els mites de la humanitat. Totes les religions contindrien ressons de l'autèntica religió originària de la humanitat.

## Principis fonamentals de l'obra
- L'existència d'un principi omnipresent (la Deïtat Única, en termes absoluts o sense arrel), eterna, sense límits, immutable i invisible, perquè la seua comprensió va més enllà de la capacitat de la intel·ligència humana, i continua sent no expressable;
- L'eternitat de l'univers, que passa per cicles d'activitat i inactivitat que es repeteixen en successió sense principi ni fi, i
- La identitat de totes les ànimes amb l'Ànima Universal; aquest és un dels aspectes d'arrel desconeguda.